# Antonio Carcarino
Antonio Carcarino (Napoli, 6 gennaio 1946 – Portici, 29 gennaio 2016) è stato un politico italiano.

## Biografia
È stato membro del PCI. Successivamente viene eletto alla Camera dei deputati nel 1992 nelle file di Rifondazione Comunista.
Alle elezioni politiche del 1994 viene eletto al Senato, confermando il seggio a Palazzo Madama anche nel 1996. Dopo la caduta del Governo Prodi, nell'ottobre 1998 segue Armando Cossutta e Oliviero Diliberto nella scissione che dà vita al Partito dei Comunisti Italiani. Anche se dopo poche settimane dalla nascita di questa nuova formazione, la lascia per aderire al Gruppo misto e in seguito ai Democratici di Sinistra. In occasione del 1º congresso dei DS del gennaio 2000 si schiera con la mozione di sinistra (prima firmataria Fulvia Bandoli), che ottiene circa il 20% dei consensi.